# الحارث بن النعمان بن أمية
الحارث بن النعمان بن أمية صحابي من بني ثعلبة بن عمرو بن عوف من الأوس. شهد غزوتي بدر وأحد، وهو عم الصحابيين عبد الله بن جبير وخوات بن جبير.